# مایکوویتسه (استان ووتسکی)
مایکوویتسه (به لاتین: Majkowice) یک روستا در لهستان است که در گمینا رنچنو واقع شده‌است.